# Seijin Noborikawa
Seijin Noborikawa (登川誠仁), né le 18 novembre 1932 à Amagasaki, préfecture de Hyōgo et décédé le 19 mars 2013 
, est un maître de la musique d'Okinawa, chanteur de folk min'yō et une tête d'affiche du festival de musique Utanohi (en).

## Source
- (en) Cet article est partiellement ou en totalité issu de l’article de Wikipédia en anglais intitulé « Seijin Noborikawa » (voir la liste des auteurs).